# رامیرو کورتس (بازیکن بسکتبال)
رامیرو کورتس (اسپانیایی: Ramiro Cortés‎؛ زادهٔ ۱۹۳۱ – ۲۳ آوریل ۱۹۷۷) بازیکن بسکتبال اهل اروگوئه بود.